# Fernando Scavasin
Fernando Augusto Dias Scavasin (São Paulo, 24 de novembro de 1984)  é um esgrimista brasileiro.
Em 1997 teve o primeiro contato com a esgrima e conheceu o técnico cubano Guillermo Betancourt. Em 1999 entrou para equipe brasileira cadete e juvenil. Em marco de 2001 foi convidado a fazer parte da equipe do Esporte Clube Pinheiros, onde começou a treinar com o técnico Guennadi Miakotnic. Em 2012 voltou a treinar com Guillermo Betancourt, em 2017 passou a treinar com o técnico Alkhas Larkerbay e continuou representado o Esporte Clube Pinheiros.
Em 2003, com 19 anos, entrou pela primeira vez na equipe adulta, posição em que se encontra até hoje. Neste período, foi responsável direto pela surpreendente ascensão da equipe de florete até atingir o oitavo lugar no ranking mundial em 2016.
Em 2009, ingressou no Exército Brasileiro como atleta de alto rendimento.
Ao lado de Ghislain Perrier, Guilherme Toldo e Henrique Marques, foi um dos atletas da equipe brasileira de florete nas Olimpíadas do Rio.

## Principais conquistas
- Atleta Olímpico Rio 2016
- Duas vezes medalhista de Jogos Pan-Americanos: prata em 2015 e bronze em 2011;[3]
- Medalha de bronze no Campeonato Mundial Militar em 2009;[3]
- Oito vezes medalhista de Campeonato Pan-Americano: bronze em 2006, bronze 2007, bronze em 2011, prata em 2012, bronze em 2013, prata em 2014, prata em 2015, prata em 2016;[3]
- Quatro vezes medalhista em Jogos Sul-Americanos: prata em 2006, ouro em 2010, ouro e prata em 2014;[3]
- Bicampeão sul-americano individual em 2008 e 2015;[3]
- Bicampeão brasileiro individual em 2006 e 2009.[3]

## Vida pessoal
Fernando cria abelhas sem ferrão em seu apartamento no centro de São Paulo.